# Qazsport
Qazsport là kênh truyền hình quốc gia chuyên biệt về thể thao đầu tiên của Kazakhstan. Kênh được ra mắt vào ngày 1 tháng 7 năm 2013 với tên gọi KAZsport và có trụ sở ở Astana, Kazakhstan.
Qazsport phát sóng các trận đấu thuộc khuôn khổ Giải bóng đá Ngoại hạng Kazakhstan cùng với các sự kiện thể thao quốc tế lớn, chiếm tới 70% thời lượng phát sóng. Các bình luận viên là những nhà báo thể thao nổi tiếng ở Kazakhstan, những người bình luận bằng tiếng Kazakhstan và tiếng Nga. Kênh cũng phát tin tức, sản phẩm riêng và các bộ phim tài liệu thể thao trong lịch phát sóng của họ.

## Lịch sử

### Sự thành lập
Năm 2012, tổng thống Kazakhstan, Nursultan Nazarbayev, trong bài báo của ông "Қазақстанның әлеуметтік жаңғыртылуы: Жалпыға ортақ Еңбек қоғамына қарай 20 қадам (tạm dịch tiếng Việt: "Hiện đại hóa xã hội của Kazakhstan: 20 bước tiến tới một xã hội lao động toàn cầu") đã giao nhiệm vụ cho Cơ quan Thể dục Thể thao và Bộ Văn hóa Thông tin cùng nhau mở một kênh truyền hình chuyên biệt về thể thao. Trong một thời gian ngắn, các công việc liên quan đã được thực hiện và vào ngày 1 tháng 7 năm 2013, kênh truyền hình mới có tên là "KAZSport" đã bắt đầu được phát sóng.
70% thời lượng phát sóng của "QAZSport" là các chương trình phát sóng trực tiếp và nguyên bản, chủ yếu là các giải bóng đá vô địch trong nước và các sự kiện thể thao quốc tế phổ biến ở Kazakhstan bằng cả tiếng Kazakhstan và tiếng Nga.
Lễ ra mắt kênh truyền hình này đã được tổ chức tại Kazmedia Center ở thành phố Astana.